# Truus van Aalten
Pour les articles homonymes, voir Aalten (homonymie).
Truus van Aalten (née Geertruida Everdina Wilhelmina van Aalten le 2 août 1910 à Arnhem et morte le 27 juin 1999 à Warmond) fut une actrice néerlandaise des années 1920 et 1930 qui travailla principalement en Allemagne.

## Biographie

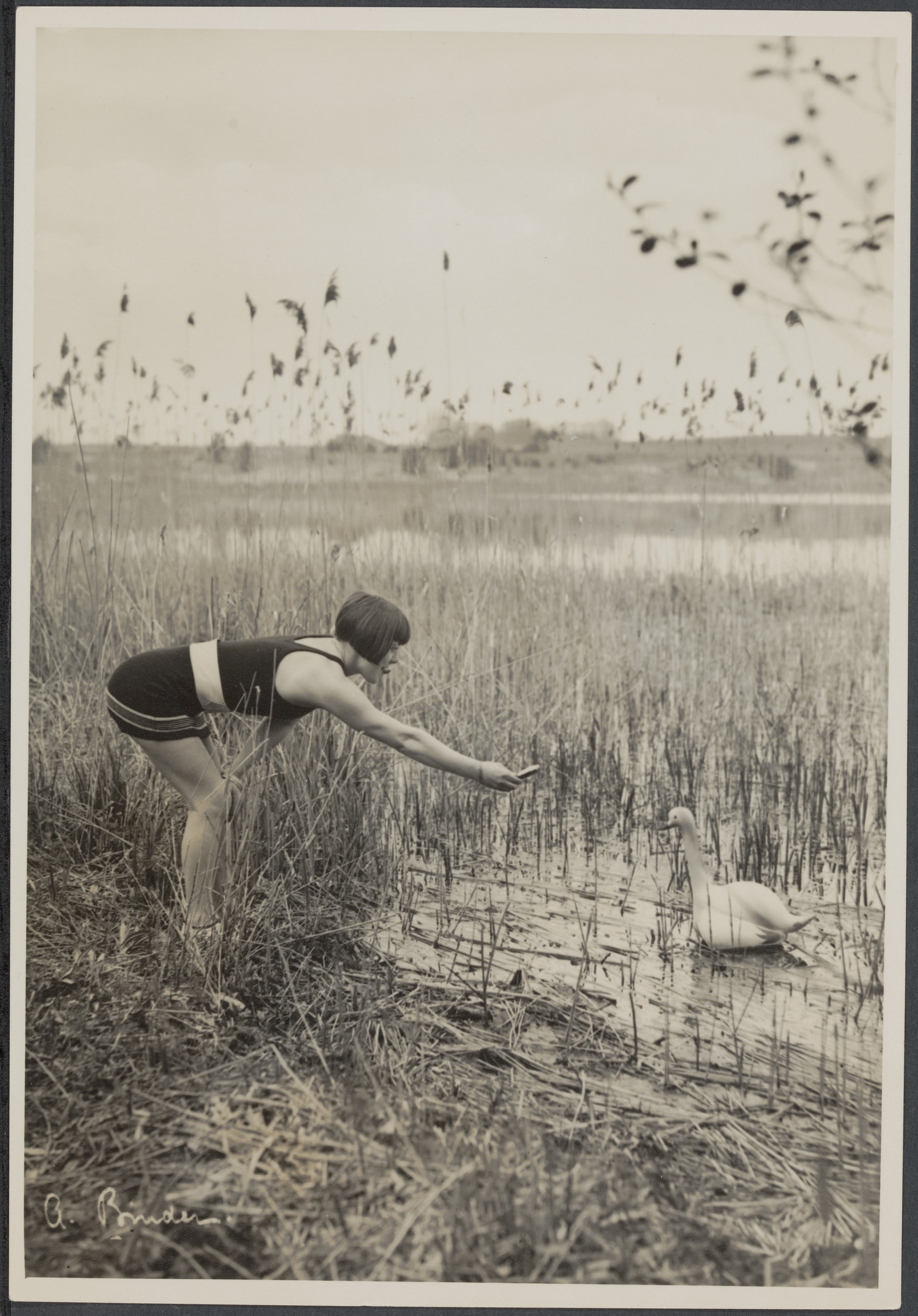
Truus van Aalten rencontre un faux cigne, photographie d'Alexander Binder.

### Jeunesse
Son père travaille dans une droguerie, d'abord à Arnhem, puis à Amsterdam. Après avoir quitté l'école, Truus van Aalten occupe plusieurs emplois, de femme de ménage à couturière.

### Carrière

#### Trulala[1], vedette de l'Ufa
En 1926, alors qu'elle travaille chez Peek & Cloppenburg (nl) sur le Dam, elle voit une annonce de l'Ufa recherchant des actrices dans toute l'Europe. À l'issue d'une audition qu'elle passe à Berlin, elle est choisie pour un rôle secondaire dans Die sieben Töchter der Frau Gyurkovics de Ragnar Hyltén-Cavallius. Dans les années qui suivent, elle tourne une vingtaine de comédies et réussit sa transition vers le cinéma parlant, car elle parle allemand, même si elle conserve un accent néerlandais. Elle est surnommée Trulala et a la coiffure popularisée par Louise Brooks et qui devint celles des flappers et des garçonnes.

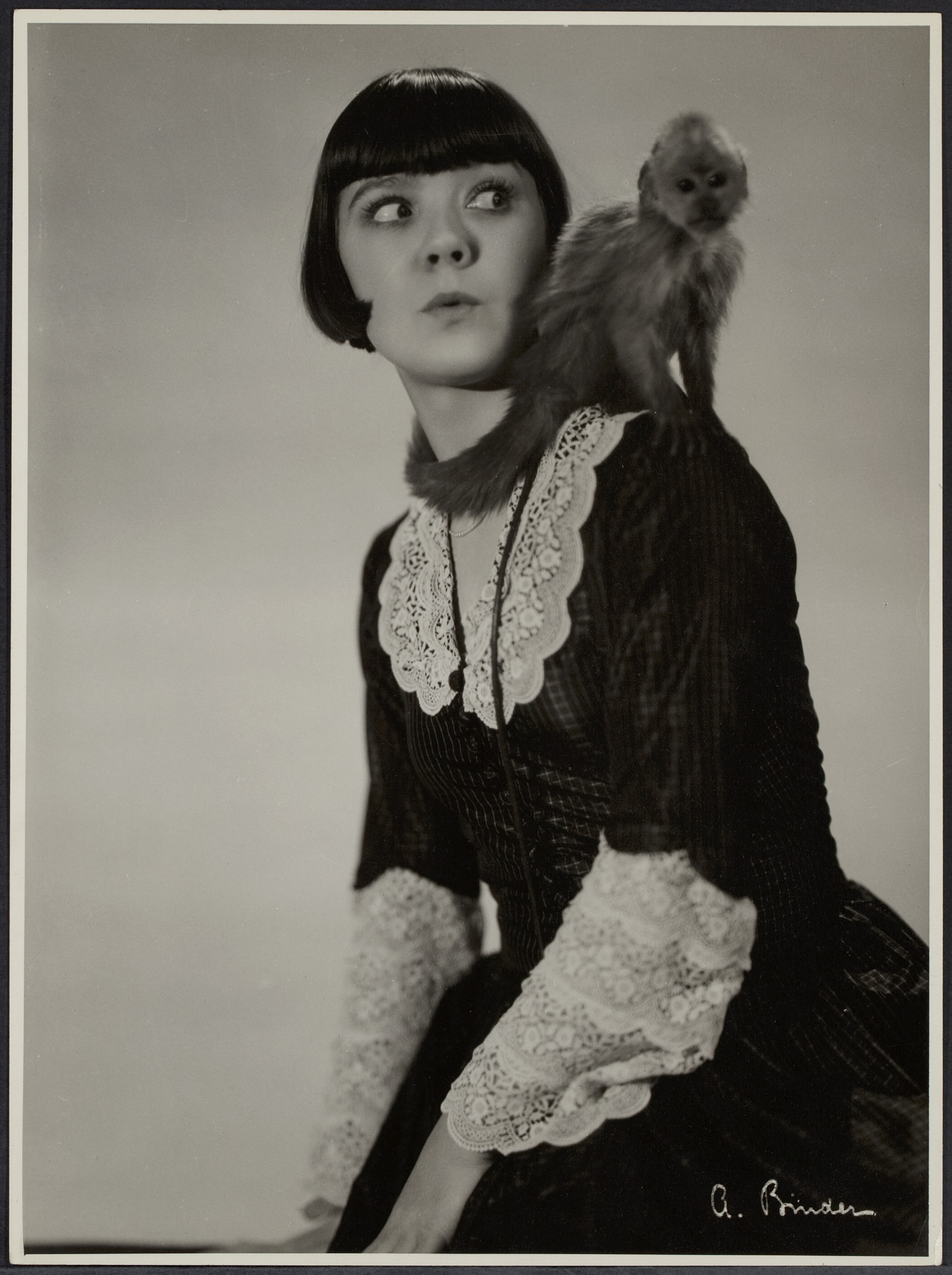
Truus van Aalten avec un singe, photographie d'Alexander Binder.

Elle joua au Volksbühne de Berlin : en 1930, elle participa à la comédie musicale Das Mädchen mit dem Nummernbret de Max Reinhardt. Plus tard, elle fit aussi partie de Wie werde ich reich und glücklich, aux côtés de Dolly Haas et des Comedian Harmonists.
À partir de 1929, le président de l'Ufa, Alfred Hugenberg, qui est aussi secrétaire du Parti national du peuple allemand (DNVP), juge qu'il faut produire moins de critiques sociales et plus de films romantiques sur l'Heimat. La situation prend un tour plus radical avec l'arrivée au pouvoir d'Adolf Hitler et du Parti national-socialiste des travailleurs allemands (NSDAP) le 30 janvier 1933 : à la fin mars 1933, tous les Juifs ont été exclus, dont beaucoup d'amis de Truus van Aalten. Elle-même préfère retourner aux Pays-Bas plutôt que de prendre la nationalité allemande pour pouvoir continuer à travailler.
Aux Pays-Bas, elle reçoit des appels d'autres Néerlandais qui se sont réfugiés dans l'Autriche du dictateur Engelbert Dollfuss, où ils peuvent encore tourner à destination du marché allemand sans intervention de l'État. En 1934, elle participe donc à G'schichten aus dem Wienerwald, réalisé par Georg Jacoby.
Aux Pays-Bas, sa carrière allemande a été remarquée et on lui demande de tenir le rôle principal dans Het meisje met den blauwen hoed de Rudolf Meinert, une production néerlandaise de prestige où sont employés des techniques nouvelles pour l'époque (1934), comme la caméra mobile, et qui est tournée au Cinetone Filmstudio’s, le « Hollywood néerlandais ». Ce film est un succès, mais à cause de son accent allemand, elle ne reçoit plus de propositions.

Ancien logo de l'Ufa.
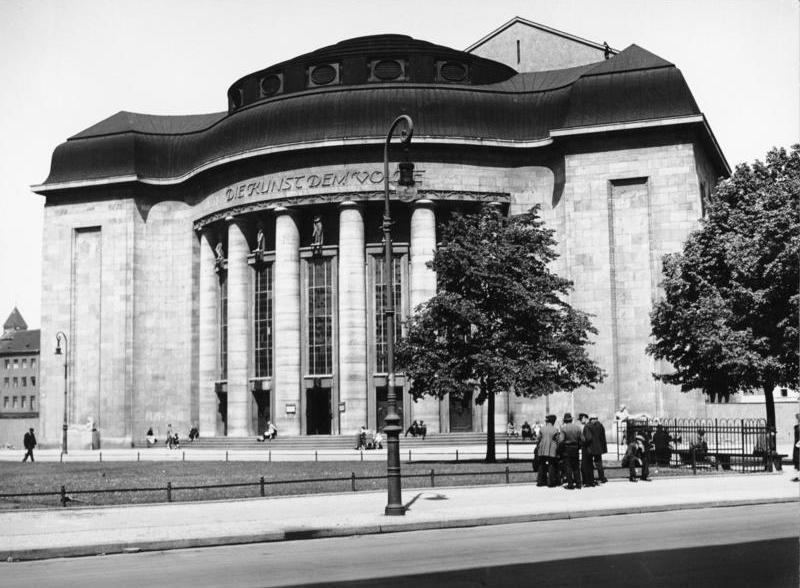
Le Volksbühne de Berlin en 1930.

Persuadée qu'elle peut encore tourner, Truus van Aalten retourne en Allemagne en 1939 pour jouer dans Ein ganzer Kerl, un film nazi typique sur la mère allemande.
Après la Bataille des Pays-Bas, elle retourne dans son pays natal et travaille pour un institut collaborationniste, le Nederlandsche Kultuurkamer (nl). N'ayant pu tourner de nouveau, elle créa une entreprise d'import-export de souvenirs en 1954.

## Filmographie

### Films muets
- 1926 :
  - Die sieben Töchter der Frau Gyurkovics
- 1927 :
  - Die selige Exzellenz (L'Exil[7])
  - Gustav Mond… du gehst so stille
- 1928 :
  - Leontines Ehemänner de Robert Wiene
  - Der moderne Casanova
  - Das Spreewaldmädel
  - Sechs Mädchen suchen Nachtquartier
  - Geheime Macht
- 1929 :
  - Die fidele Herrenpartie
  - Ich hab' mein Herz im Autobus verloren
  - Jenny's Bummel durch die Männer
  - Der Sonderling
  - Die lustigen Vagabunden

### Films parlants
- 1930 :
  - Nur am Rhein
  - Aimé des dieux (Liebling der Götter)[8] de Hanns Schwarz
  - Pension Schöller
  - Susanne macht Ordnung
  - Oh Mädchen, mein Mädchen, wie lieb' ich Dich!
- 1931 :
  - Ausflug ins Leben
  - Der Bettelstudent (L'Étudiant pauvre[9])
  - Kopfüber ins Gluck
  - Kasernenzauber
- 1932 :
  - Teilnehmer antwortet nicht
  - Nur ein Viertelstündchen
  - Eine Liebesnacht
  - Peter und Billy - die Kameradschaftsehe
  - Eine ideale Wohnung
- 1934 :
  - G'schichten aus dem Wienerwald (Parade de printemps[10])
  - Het meisje met den blauwen hoed
- 1939 :
  - Ein ganzer Kerl